# /dev/full
/dev/full — специальный файл в UNIX-подобных системах, представляющий собой «полное устройство». Запись в него ненулевого количества байт происходит с ошибкой «недостаточно места» (ошибка ENOSPC), независимо от объёма «записанной» информации. Чтение из /dev/full эквивалентно считыванию запрошенного количества нулевых байтов, как для /dev/zero.
Запись в /dev/full завершается успешно только для нулевого количества байт. Это устройство используется для добавления проверок того, что программа ничего не выводит. Если программа сама не обработает ошибку вывода, то она завершится с ошибкой при первом нарушении требования ничего не выводить.

## Создание
Устройство /dev/full считается символьным. В Linux оно создаётся с помощью утилиты mknod следующим образом:
```
mknod FILE c 1 7

```

Здесь FILE — имя для нового устройства. На этапе установки системы оно создаётся таким образом со стандартным именем /dev/full.

## Примеры использования
Чаще всего /dev/full используется для дополнительного уровня проверок (избыточного, но иногда полезного). Например, для создания архива системного протокола syslog можно выполнить команду
```
bzip2 --compress --stdout --best -- '/var/log/syslog' > /dev/full

```

В этой команде присутствует типичная ошибка — неверно указан параметр, но дополнительная проверка позволяет избежать двух проблем: во-первых, вывода на терминал бинарного потока, который может что-нибудь сломать даже самостоятельно, и, во-вторых, потери файла архива, как было бы при использовании /dev/null или /dev/zero на месте /dev/full, но с /dev/full архиватор выдаст понятную ошибку.